# 착각

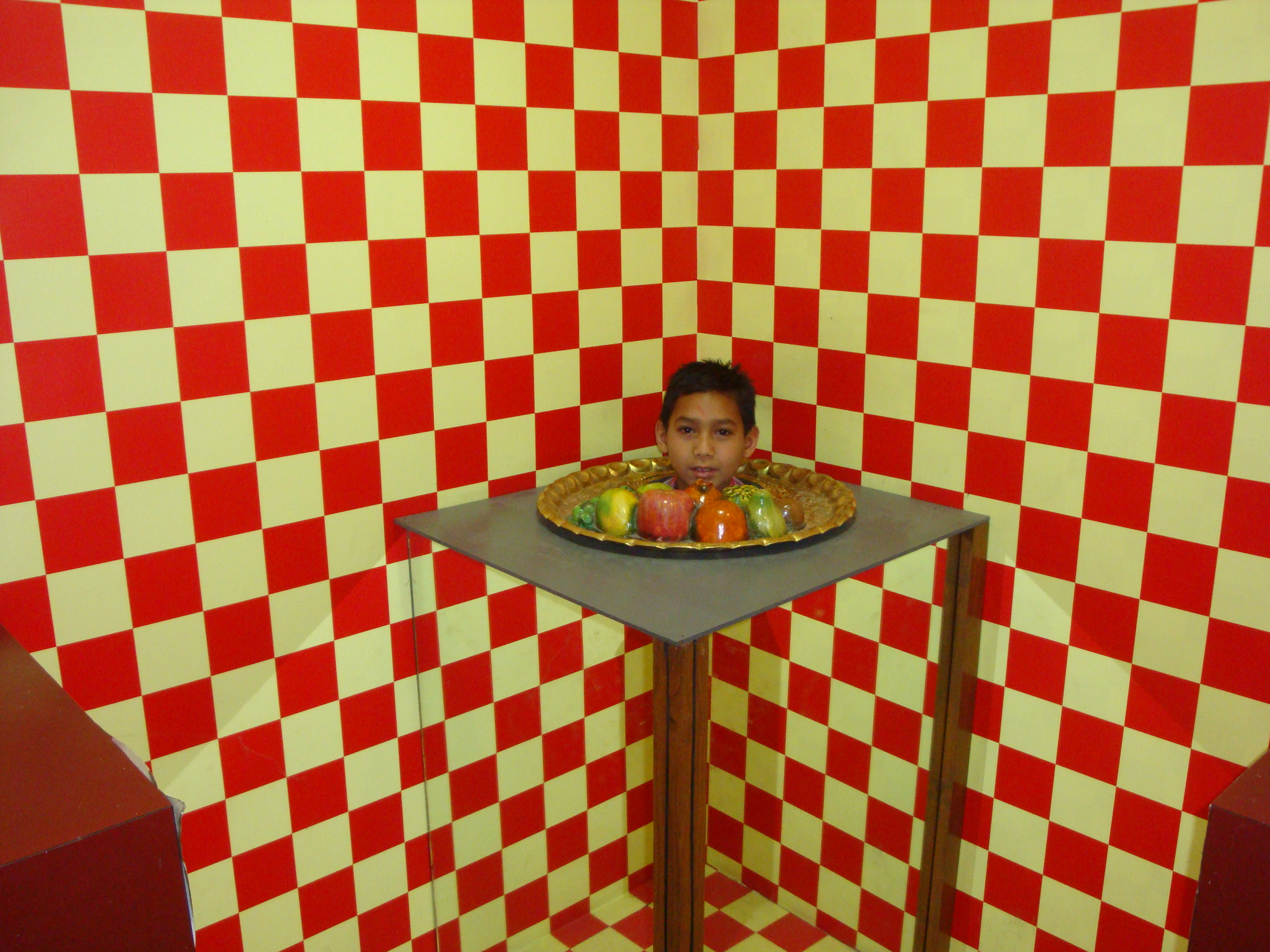

착각(錯覺, illusion)은 어떤 사물이나 현상을 실제와 다르게 인지 하는 감각적 착각이 있으며 이것은 "잘못 인지하였다"라고 표현될 수도 있다.
또 다른 착각의 뜻은 사실이나 생각을 인식하는 개념적 착각이 있는데 이것은
"어떠한 기준에서 정상적이지 않은 해석 또는 인식"의 뜻을 내포하고 있으며 감각적 착각의 종속적인 것으로 볼 수 있다.
언어철학적으로 볼때 오해, 혼란, 오판과는 다른 개념이다.

## 같이 보기
- 환각